# Karola-paradicsommadár
A Karola-paradicsommadár (Parotia carolae) a madarak (Aves) osztályának a verébalakúak (Passeriformes) rendjébe, ezen belül a paradicsommadár-félék (Paradisaeidae) családjába tartozó faj.

## Rendszerezése
A fajt Adolf Bernard Meyer német ornitológus írta le 1823-ban. Tudományos faji és magyar nevét Karola szász királynő, I. Albert szász király felesége tiszteletére kapta.

## Alfajai
- Parotia carolae carolae A. B. Meyer, 1894
- Parotia carolae chalcothorax Stresemann, 1934
- Parotia carolae chrysenia Stresemann, 1934
- Parotia carolae clelandiae Gilliard, 1961
- Parotia carolae meeki Rothschild, 1910[2]

## Előfordulása
Új-Guinea szigetén, Indonézia és Pápua Új-Guinea területén honos. Természetes élőhelyei a szubtrópusi vagy trópusi hegyi esőerdők, valamint másodlagos erdők és vidéki kertek. Állandó, nem vonuló faj.

## Megjelenése
Testhossza 25–26 centiméter.

## Életmódja
Gyümölcsökkel és ízeltlábúakkal táplálkozik.

## Természetvédelmi helyzete
Az elterjedési területe nagyon nagy, egyedszáma pedig stabil. A Természetvédelmi Világszövetség Vörös listáján nem fenyegetett fajként szerepel.